# Piotr Głuchowski
Piotr Głuchowski (ur. 1967 w Warszawie) – polski pisarz, dziennikarz i publicysta, związany z „Gazetą Wyborczą”. 

## Życiorys
Jest synem Jana Głuchowskiego. Ukończył studia na kierunku konserwacja zabytków na Uniwersytecie Mikołaja Kopernika w Toruniu. Był reporterem, redaktorem, wicenaczelnym i szefem w lokalnych redakcjach „Gazety Wyborczej” w Toruniu, Bydgoszczy i Gdańsku. W 2011 rozpoczął pracę w centralnej redakcji w Warszawie. Jest laureatem nagród Grand Press i Mediatory.

## Kontrowersje
31 stycznia 2009 w „Gazecie Wyborczej” ukazała się krytyczna recenzja książki Odwet: prawdziwa historia braci Bielskich autorstwa prof. Moniki Adamczyk-Garbowskiej i dr hab. Dariusza Libionki, w której pojawiły się zarzuty niezwykłego podobieństwa do książki Defiance autorstwa Nechamy Tec. Wydawca książki Wydawnictwo Agora wycofało nakład książki ze sklepów jako powód podając „występujące w książce braki i uchybienia”.
8 stycznia 2008 w „Dużym Formacie” (dodatku reporterskim Gazety Wyborczej) ukazał się reportaż Piotra Głuchowskiego i Marcina Kowalskiego „Gorączka złota w Treblince” ze zdjęciem podpisanym: Kopacze z Wólki Okrąglik i sąsiednich wsi pozują z milicjantami, którzy zatrzymali ich na gorącym uczynku. W chłopskich kieszeniach były złote pierścionki i żydowskie zęby. U stóp siedzących [widać] ułożone czaszki i piszczele zagazowanych. 22 stycznia 2011 autorzy tygodnika „Uważam Rze” i dziennika „Rzeczpospolita” Michał Majewski i Paweł Piotr Reszka opublikowali tekst „Tajemnice starej fotografii”, w którym zarzucili Głuchowskiemu mistyfikację. 19 lutego 2011 dr Piotr Gontarczyk, zastępca dyrektora biura lustracyjnego IPN, stwierdził, że zdjęcie to nie przedstawia osób złapanych na rozkopywaniu grobów ofiar Holokaustu, tylko zapewne ekipę porządkującą cmentarzysko, a reportaż „Gorączka złota w Treblince” „nosi wszelkie znamiona mistyfikacji”. Własne śledztwo wszczął w marcu 2011 reporter „Dużego Formatu” Marcin Kącki. W opublikowanym reportażu także kwestionował tezę, że zdjęcie przedstawia osoby złapane na rabowaniu kosztowności pozostawionych przy zwłokach ofiar Treblinki. W 2019 Paweł Piotr Reszka, autor książki Płuczki. Poszukiwacze żydowskiego złota, w aktach IPN znalazł inne zdjęcie przedstawiające tę samą scenę z oryginalnym podpisem na odwrocie: „Rozkopywacze grobów Treblinki zebrani przed szczątkami ofiar w dniu obławy”.
W marcu 2024 wraz z Iwoną Görke napisał artykuł Zero hamulców atakujący Krzysztofa Stanowskiego oraz osoby z nim związane. Zarzucili mu seksizm, homofobię, wulgaryzmy, powiązania z PiS-em oraz antyekologizm. Stanowski odniósł się do artykułu, odpierając zarzuty w nim zawarte. Głuchowski opublikował kolejny artykuł, w którym przyznał się do popełnienia niektórych błędów, część swoich zarzutów podtrzymał i zarzucił Stanowskiemu manipulację. Stanowski ponownie ustosunkował się do zarzutów na Kanale Zero, wskazując popełnione przez Głuchowskiego plagiaty, manipulacje i nieścisłości, a także deklarując mu pomoc przy pisaniu kolejnych artykułów.

## Publikacje
Książki non-fiction (autor, lub współautor)
- Nie trzeba mnie zabijać (2008), współautor: Marcin Kowalski,
- Apte. Niedokończona powieść[20], współautor: Marcin Kowalski,
- Imperator. Ojciec Tadeusz Rydzyk (2013)[21][22], współautor: Jacek Hołub,
- Karbala (2015)[23][24][25], współautor: Marcin Górka,
- Tabloid. Śmierć w tytule (2015)[26][27], współautor: Marcin Kowalski,
- Zatoka świń (2016)[28][29], współautorka: Bożena Aksamit,
- Pole śmierci. Nieznana bitwa Polaków z Czerwonymi Khmerami[30][31]
- Uzurpator. Podwójne życie prałata Jankowskiego (2019)[32], współautorka: Bożena Aksamit,
- Imperator. Sekrety ojca Rydzyka (2019)[33], współautor: Jacek Hołub.

Książki fabularne
- Umarli tańczą (2012)[34][35],
- Lód nad głową (2013)[36],
- Trzeci zamach (2014)[37],
- Nic, co ludzkie (2018)[38],
- Ukryta gra (2019)[39], współautorzy Łukasz Kośmicki, Marcel Sawicki[40],
- Zniknięcie Prezesa (2020)[41],
- Alert (2021), ISBN 978-83-268-3890-3.